# Peixoto da Silveira
José Peixoto da Silveira (Cristais, MG 6 de maio de 1913 -  Goiânia, GO 16 de janeiro de 1987) foi um político brasileiro.

## Primeiros anos
José Peixoto da Silveira nasceu na cidade de Cristais, em Minas Gerais em 6 de maio de 1913. Ele mudou-se para Goiás, onde ingressou na política.

## Carreira política
Foi nomeado prefeito municipal de Jaraguá em 19 de fevereiro de 1946, afastando-se em 1947, para assumir o mandato parlamentar.como deputado estadual constituinte da 1.ª Legislatura em 1947.
Antes disso, casou-se em Jaraguá com a poetisa Galiana Rios, de tradicional família goiana, neta do senador Tubertino Ferreira Rios e sobrinha do poeta e desembargador Augusto Ferreira Rios — grande amigo de Peixoto da Silveira.
Pai de Flávio Rios Peixoto da Silveira, ministro do Meio Ambiente do Brasil no governo José Sarney, de 15 de março de 1985 a 14 de fevereiro de 1986. Flávio é casado com Denise Teixeira Mello, neta de João Teixeira Álvares Júnior, que governou Goiás e era irmão de Pedro Ludovico Teixeira, fundador de Goiânia.
Pai de Maria José Silveira, premiada escritora e editora brasileira, casada com o biblioteconomista amazonense Felipe Lindoso, filho do senador José Lindoso.
Pai do empresário Otávio Rios Peixoto da Silveira, proprietário da Artex do Brasil.
Pai do ativista cultural Px Silveira, ex-diretor da Regional da FUNARTE em São Paulo e ex-superintendente de Cultura do Estado de Goiás. Casou-se e se divorciou de Anna Márcia Borges Teixeira, filha do deputado federal Paulo Borges Teixeira e neta do senador Pedro Ludovico Teixeira, fundador de Goiânia. 
É ainda avô do deputado federal Thiago Peixoto e do empresário Frederico Peixoto de Carvalho Craveiro, casado com a advogada Ana Paula Rezende, filha do governador Iris Rezende.

## Eleições de 1965
Candidato a Governador pelo PSD em 1965, obtendo 176.809, não se  elegendo
| Candidato a governador do estado | Candidato a vice-governador | Número | Coligação           | Votação | Percentual |
| -------------------------------- | --------------------------- | ------ | ------------------- | ------- | ---------- |
| Otávio Lage UDN                  | Osires Teixeira PTB         | -      | UDN, PTB, PDC       | 180.962 | 50,58%     |
| José Peixoto da Silveira PSD     | Armando Storni PSD          | -      | PSD (sem coligação) | 176.809 | 49,42%     |